# 香茜属
香茜属（学名：Carlemannia）是香茜科下的一个属，为分枝草本植物。该属共有3种，分布于印度、马来西亚。